# Kort K. Kortsen
Kort Kristian Kortsen (født 21. april 1882 i Hesselbjerg, Mors, død 9. februar 1939 i Vordingborg) var en dansk filosof og professor ved Universitetsundervisningen i Jylland, det senere Aarhus Universitet.
Kortsen, der var husmandssøn, tog lærereksamen fra Ranum Seminarium i 1903 og underviste nogle år, blandt andet i Faxe Ladeplads og ved Københavns kommuneskoler. Han blev i 1907 student fra Undervisningsanstalten København og 1912 magister i filosofi med psykologi som hovedfag. Han fik i 1910 accessit for besvarelse af universitetets filosofiske prisopgave (Kierkegaards Opfattelse af det Etiske) og året efter guldmedalje (Forholdet mellem Lockes og Kants Erkendelseslære). Han rejste efter eksamen til Paris og studerende psykologi. Her skrev han Etude sur les lois de la liaison et de la reproduction des états de conscience. Hjemvendt disputerede han i 1916 for den filosofiske doktorgrad med De psykiske Spaltninger. En Studie over sygt Sjæleliv. I de følgende år underviste han og virkede sågar som journalist.
Efter Kristian Kromans afgang deltog han i konkurrencen om det filosofiske professorat 1922, men fik det ikke. I stedet blev han lektor i dansk ved universitetet i Reykjavik frem til 1927. Sideløbende og frem til 1928 fungerede han som attaché ved den danske ambassade i Reykjavik.
Han vendte hjem igen i 1928 og blev som den eneste af pionerlærerne ved Universitetsundervisningen i Jylland ansat som professor. Baggrunden var, at kun filosofi, på det tidspunkt havde opnået eksamensret. Han fungerede samtidig som efor på Marselisborg Studentergaard frem til han blev syg et år eller to før sin død. Han fratrådte fra universitet i 1938 grundet sygdommen. 
Kort Kristian Kortsen var i 1921 formand for Selskabet for Psykisk Forskning og fra 1928 til 1932 formand for Jydsk forening for sprog og litteratur. I 1933 tildeltes han Ridderkorset.
Han blev 28. oktober 1928 gift med Agnete Koch Brostrøm (1897 – 1974) i Solbjerg Kirke på Frederiksberg.